# Lolo Tumisiri
Der Lolo Tumisiri ist ein 1495 m hoher Berg in Osttimor. Er befindet sich in der Aldeia Pip Galag 1, im Osten des Sucos Tapo/Memo (Verwaltungsamt Maliana, Gemeinde Bobonaro). Der Gebirgszug bildet die Grenze des Sucos im Osten. Südlich liegt der Foho Belgu (1559 m).